# Euxoa elata
Euxoa elata là một loài bướm đêm trong họ Noctuidae.